# José Eduardo dos Santos
José Eduardo dos Santos (28 tháng 8 năm 1942 - 8 tháng 7 năm 2022) từng là tổng thống của Angola, tại vị từ năm 1979 đến ngày 26 tháng 9 năm 2017. Ông cũng là chủ tịch phong trào giải phóng Angola - Đảng lao động (MPLA), chính , đảng đã cầm quyền Angola kể từ khi nước này giành được độc lập vào năm 1975.. Ông là tổng thống tại vị lâu thứ hai ở châu Phi, chỉ thua vị Tổng thống Teodoro Obiang Nguema Mbasogo của Guinea Xích Đạo, người nắm quyền chưa đầy hai tháng trước đó dos Santos.
Eduardo dos Santos sinh ở Luanda, cha là công nhân xây dựng từ São Tomé and Príncipe. Khi ông vẫn đang ở trong trường học, đã tham gia MPLA vào năm 1956 bắt đầu hoạt động sự nghiệp chính trị. Sự áp bức về thuế của chính phủ thuộc địa, Eduardo dos Santos đã đi tha hương sang Pháp năm 1961. Sau đó tới nước cộng hòa Congo. Từ đó ông phối hợp với MPLA, sớm trở thành phó chủ tịch. Tiếp tục với sự nghiệp giáo dục một lần nữa ông đã đến các nước Xô viết, nơi đây ông đã nhận được một bằng kỹ thuật máy móc hóa dầu Azerbaijan và Viện nghiên cứu hóa học ở Baku, Azerbaijan.
Sau cái chết của chủ tịch đầu tiên của MPLA là Agostinho Neto, vào 10/09/1979. José Eduardo dos Santos đã trúng cử chủ tịch 20/09/1979. Được bầu làm chủ tịch hội đồng nhân dân vào 09/10/1980.
Tháng 9 năm 2021, José Eduardo dos Santos trở lại Angola sau hai lần vắng mặt ở xứ người.
Là một nhân vật gây tranh cãi, dos Santos đã nhận được nhiều giải thưởng quốc tế vì cam kết chống chủ nghĩa thực dân và thúc đẩy đàm phán hòa bình với quân nổi dậy để chấm dứt chiến tranh, đồng thời cũng được ca ngợi vì đã phát triển kinh tế Angola và thu hút đầu tư nước ngoài đáng kể. Ông đồng thời bị chỉ trích là một nhà độc tài và bị buộc tội tạo ra một trong những chế độ tham nhũng nhất ở châu Phi, với một mạng lưới bảo trợ thâm độc..
Ông đã qua đời hôm thứ Sáu tại bệnh viện Teknon ở Barcelona, Tây Ban Nha, nơi ông đang được điều trị sau một thời gian điều trị Ung thư, cùng ngày cố Thủ tướng Nhật Bản Abe Shinzo bị ám sát. Hội đồng Bảo an Liên Hợp Quốc đã dành một phút im lặng để tưởng niệm cố Thủ tướng Nhật Bản Shinzo Abe, người bị ám sát hôm 8/7, và cố Tổng thống Angola Jose Eduardo dos Santos, người vừa qua đời ở Tây Ban Nha